# Aaron Laffey
Aaron Steven Laffey (Cumberland, 15 aprile 1985) è un giocatore di baseball statunitense, lanciatore nei Syracuse Chiefs della Minor League Baseball.

## Minor League
Laffey venne selezionato al 16º giro del draft amatoriale del 2003 come 468ª scelta dai Cleveland Indians. Nello stesso anno iniziò nella Appalachian League rookie con i Burlington Royals, chiuse con 3 vittorie e una sconfitta, 2,91 di ERA in 9 partite di cui 4 da titolare. Nel 2004 passò nella New York-Penn League A breve stagione con i Mahoning Valley Scrappers, finendo con 3 vittorie e una sconfitta, 1,24 di ERA in 8 partite tutte da titolare. Poi passò nella South Atlantic League singolo A con i Lake County Captains finendo con 3 vittorie e 7 sconfitte, 6,53 di ERA in 19 partite di cui 15 da titolare.
Nel 2005 con i Captains chiuse con 7 vittorie e altrettante sconfitte, 3,22 di ERA e una salvezza su una opportunità in 25 partite di cui 23 da titolare, ottenendo un premio individuale. Passò nella Eastern League doppio A con gli Akros Aeros, finendo con una vittorie e nessuna sconfitta, 3,60 di ERA in una partita da titolare. Nel 2006 giocò nella Carolina League singolo A avanzato con i Kinston Indians finendo con 4 vittorie e una sconfitta, 2,18 di ERA e una salvezza su 2 opportunità in 10 partite di cui 4 da titolare. Poi ritornò con gli Aeros chiuse con 8 vittorie e 3 sconfitte, 3,53 di ERA in 19 partite tutte da titolare.
Nel 2007 con gli Aeros chiuse con 4 vittorie e una sconfitta, 2,31 di ERA in 6 partite di cui tutte da titolare, ottenendo un premio. Successivamente passò nella International League triplo A con i Buffalo Bisons finendo con 9 vittorie e 3 sconfitte, 3,08 di ERA in 16 partite di cui 15 da titolare, ottenendo 2 premi. Nel 2008 con i Bisons chiuse con 6 vittorie e 2 sconfitte, 4,38 di ERA in 11 partite tutte da titolare.
Nel 2009 con gli Aeros finì con 3,68 di ERA in due partite da titolare. Poi giocò nella International League con i Columbus Clippers, finendo con nessuna vittoria e 2 sconfitte, 11,32 di ERA in 3 partite tutte da titolare. Nel 2010 con i Captains chiuse con 4,50 di ERA in due partite di cui una da titolare. Giocò con gli Aeros chiudendo con 0,00 di ERA in una partita. Infine giocò con i Clippers finendo con nessuna vittoria e una sconfitta, 3,67 di ERA in 10 partite di cui 4 da titolare.
Nel 2011 passò nella International League con i Scranton/Wilkes-Barre RailRaiders finendo con nessuna vittoria e una sconfitta, 7,36 di ERA in due partite di cui una da titolare. Nel 2012 passò nella Pacific Coast League triplo A con i Las Vegas 51s, finendo con 3 vittorie e 5 sconfitte, 4,52 di ERA in 11 partite tutte da titolare.

## Major League

### Cleveland Indians (2007-2010)
Debuttò nella MLB il 4 agosto 2007 con i Minnesota Twins, chiuse la stagione con 4 vittorie e 2 sconfitte, 4,56 di ERA in 6 partite tutte da titolare. Nel 2008 chiuse con 5 vittorie e 7 sconfitte, 4,23 di ERA in 16 partite.
Nel 2009 finì con 7 vittorie e 9 sconfitte, 4,44 di ERA e una salvezza su una opportunità in 25 partite di cui 19 da titolare. Nel 2010 finì con 2 vittorie e 3 sconfitte, 4,53 di ERA in 29 partite di cui 5 da titolare.

### Seattle Mariners (2011)
Il 3 marzo 2011 venne preso dagli Indians in scambio di Matt Lawson. Chiuse con una vittoria e una sconfitta, 4,01 di ERA in 36 partite.

### New York Yankees (2011)
Con gli Yankees chiuse con 2 vittorie e una sconfitta, 3,38 di ERA in 11 partite.

### Toronto Blue Jays (2012)
Con i BLue Jays chiuse con 4 vittorie e 6 sconfitte, 4,56 di ERA in 22 partite di cui 16 da titolare.

### New York Mets (2013)
Il 27 dicembre firmò con i Mets per un anno. Il 7 aprile prese il posto nella rotazione dei lanciatori titolari per sostituire l'infortunato Shaun Marcum, il 21 dello stesso mese venne svincolato concludendo con 7,20 di ERA in 4 partite di cui 2 da titolare.

### Toronto Blue Jays (2013-)
Il 23 aprile venne preso dagli svincolati dai Blue Jays.

## Vittorie e premi
- Baseball America Triple-A All-Star con i Buffalo Bisons (2007)
- Mid-Season All-Star della South Atlantic League con i Lake County Captains (2005)
- (1) Lanciatore della settimana della International League con i Buffalo Bisons (20 agosto 2007)
- (1) Lanciatore della settimana della Eastern League con gli Akros Aeros (23 aprile 2007).

## Numeri di maglia indossati
- nº 32 con i Cleveland Indians (2007-2010)
- nº 32 con i Seattle Mariners (2011)
- nº 22 con i New York Yankees (2011)
- nº 39 con i Yankees (2011)
- nº 32 con i Toronto Blue Jays (2012)
- nº 47 con i New York Mets (2013)
- nº -- con i Toronto Blue Jays (2013-).